# نيك ديجيوفاني
نيكولاس تشانينج ديجيوفاني (من مواليد 19 مايو 1996) طاهٍ أمريكي مشهور على الإنترنت. اعتبارًا من يونيو 2024، أصبح لدى ديجيوفاني أكثر من 33 مليون متابع عبر حساباته على وسائل التواصل الاجتماعي، بما في ذلك اليوتيوب وتيك توك وإنستغرام.
تضم قناة ديجيوفاني على يوتيوب مايصل إلى 24 مليون مشترك. دخل نيك في شراكة مع علامات تجارية مثل نوتيلا، وأمازون، وول مارت، وكيندر بوينو. كثيرًا ما يتعاون نيك مع مؤثرين آخرين في صناعة المقاطع القصيره على يوتيوب، وقد ظهر في العديد من المنشورات و الجرائد، بما في ذلك جريده اليوم، وصباح الخير امريكا، وهاربر بازار.

## روابط خارجية
- الموقع الرسمي
- نيك ديجيوفاني في قاعدة بيانات الأفلام على الإنترنت
- YouTube channel